# Living the Dream
Living the Dream (с англ. — «Жить мечтами») — 24-й студийный альбом британской рок-группы Uriah Heep, выпущенный в сентябре 2018 года на лейбле Frontiers Records.
Это второй студийный альбом группы с участием басиста Дэйви Риммера. Альбом был спродюсирован Джеем Растоном. Запись альбома составила 19 дней, при этом все было записано «вживую».
Living the Dream появился благодаря краудфандинговой кампании на PledgeMusic.

## Критика
Альбом получил положительные отзывы критиков. Дом Лоусон из Classic Rock заявил, что:
«Альбом столь же силен, как и все, что группа создала за два, может быть, три десятилетия. Песни полны золотых моментов, как обнадеживающих классических, так и захватывающих свежих». 
Мартин Попофф из Goldmine сказал, что альбом:
«заставляет группу отказаться от всех своих недавних технологических или стилистических намеков на современность в проявлении неповиновения, которое оставляет только чистое и вечное ликование Heep».

## Список композиций
Слова и музыка всех песен — написаны Миком Боксом и Филом Лансоном, если не указано иное.
| №                   | Название                   | Автор(ы)                       | Длительность |
| ------------------- | -------------------------- | ------------------------------ | ------------ |
| 1.                  | «Grazed by Heaven»         | Дэйви Риммер, Джефф Скотт Сото | 4:31         |
| 2.                  | «Living the Dream»         |                                | 5:34         |
| 3.                  | «Take Away My Soul»        |                                | 6:13         |
| 4.                  | «Knocking at My Door»      |                                | 4:58         |
| 5.                  | «Rocks in the Road»        |                                | 8:18         |
| 6.                  | «Waters Flowin’»           |                                | 4:27         |
| 7.                  | «It’s All Been Said»       |                                | 6:01         |
| 8.                  | «Goodbye to Innocence»     | Берни Шо, Мик Бокс, Фил Лансон | 3:33         |
| 9.                  | «Falling Under Your Spell» |                                | 3:24         |
| 10.                 | «Dreams of Yesteryear»     |                                | 5:25         |
| Общая длительность: | Общая длительность:        | Общая длительность:            | 52:24        |

| №   | Название                                    | Длительность |
| --- | ------------------------------------------- | ------------ |
| 11. | «Take Away My Soul» (альтернативная версия) | 4:36         |

| №  | Название                                      | Длительность |
| -- | --------------------------------------------- | ------------ |
| 1. | «Making the Dream» (документальный кинофильм) |              |
| 2. | «Grazed by Heaven» (видеоклип к песне)        |              |
| 3. | «Take Away My Soul» (видеоклип к песне)       |              |

## Участники записи
Список составлен по сведениям базы данных Discogs.

| Uriah Heep: - Берни Шо — вокал - Мик Бокс — гитара, бэк-вокал - Фил Лансон — клавишные, бэк-вокал - Дэйви Риммер — бас-гитара, бэк-вокал - Расселл Гилбрук — ударные, перкуссия Технический персонал: - Джей Растон — продюсер, звукоинженер, инженер микширования - Джон Дугласс — дополнительный инженер микширования | Технический персонал: - Питер Риткерк — ассистент звукоинженера - Сэм Харпер — ассистент звукоинженера - Пол Логус — мастеринг-инженер - Эдриан Эндрюс — художник, разработчик логотипа, дизайнер - Пол Типпет — художник, разработчик логотипа, дизайнер - Пол Хиггинс — художник (вспомогательные работы) - Ричард Стоу — фотограф |

## Позиции в хит-парадах
Еженедельные чарты:
| Хит-парад (2018)                           | Высшая позиция | Пребывание |
| ------------------------------------------ | -------------- | ---------- |
| Австрия (Ö3 Austria)                       | 18             | 2 недели   |
| Бельгия/Валлония (Ultratop)                | 58             | 3 недели   |
| Бельгия/Фландрия (Ultratop)                | 91             | 3 недели   |
| Великобритания (Albums Chart Update)       | 30             | 1 неделя   |
| Великобритания (Albums Sales Chart)        | 24             | 1 неделя   |
| Великобритания (Independent Albums Chart)  | 10             | 2 недели   |
| Великобритания (Physical Albums Chart)     | 24             | 2 недели   |
| Великобритания (Record Store Chart)        | 35             | 1 неделя   |
| Великобритания (Rock & Metal Albums Chart) | 3              | 4 недели   |
| Великобритания (UK Albums Chart)           | 57             | 1 неделя   |
| Германия (Offizielle Top 100)              | 10             | 3 недели   |
| Нидерланды (Album Top 100)                 | 109            | 1 неделя   |
| Норвегия (VG-lista)                        | 28             | 1 неделя   |
| Финляндия (Suomen virallinen lista)        | 28             | 1 неделя   |
| Швейцария (Schweizer Hitparade)            | 5              | 5 недель   |
| Шотландия (Scottish Albums Chart)          | 19             | 1 неделя   |
| Япония (Oricon)                            | 181            | нет данных |